# Złotnická přehradní nádrž
Złotnická přehrada je údolní přehradní nádrž v Dolnoslezském vojvodství v Polsku. Byla postavena na řece Kwise těsně nad Leśniańskou přehradou. Přehradní jezero je dlouhé 7 km a 120 ha velké. hráz je vysoká 23 m, postavená v roce 1924 a zadržuje 11 miliónů m³ vody.